# 因明入正理論
因明入正理論（いんみょうにっしょうりろん、梵: Nyāyapraveśa）は、インドの商羯羅主 (梵: Śaṅkarasvāmin) が著わした因明（仏教論理学）の入門書である。陳那の『因明正理門論』を基礎としつつ、「三十三過」すなわち33個の論理的誤謬をとりあげて、簡明な解説がなされている。
この論書は、玄奘によって中国にもたらされ、唐の貞観21年（647年）8月6日、弘福寺で漢訳された。その後、中国の基によって『因明入正理論疏』（通称『因明大疏』）が出てから、多くの註釈が著わされた。法相宗が日本に伝わると、本論および『因明大疏』も伝わり、さらに多くの註釈が加えられた。
さらに時代が下り、日本においては、講会の論式及び論義に際する論理的誤謬を指摘するために、本論で取り上げられた「三十三過」に注目が集まり、『因明三十三過本作法』という簡明な論書が出され、それに対する註釈、さらにその中の「四相違」に対する註釈が多く研究された。

## テキスト
- 因明入正理論 大正大蔵経 vol.32 No.1630
- 『因明入正理論』 国訳一切経 論集部一 林彦明訳

## 註疏
- 因明入正理論疏 慈恩大師基著 大正蔵 vol.44 No.1840
- 因明義断 慧沼著 大正蔵 vol.44 No.1841
- 因明入正理論義纂要 慧沼著 大正蔵 vol.44 No.1842
- 因明論疏明燈抄 善珠著 大正蔵 vol.68 No.2270
- 因明大疏抄 蔵俊著 大正蔵 vol.68 No.2271
- 因明大疏融貫鈔 基弁著 大正蔵 vol.69 No.2272

ほか